# غزو الدوريون

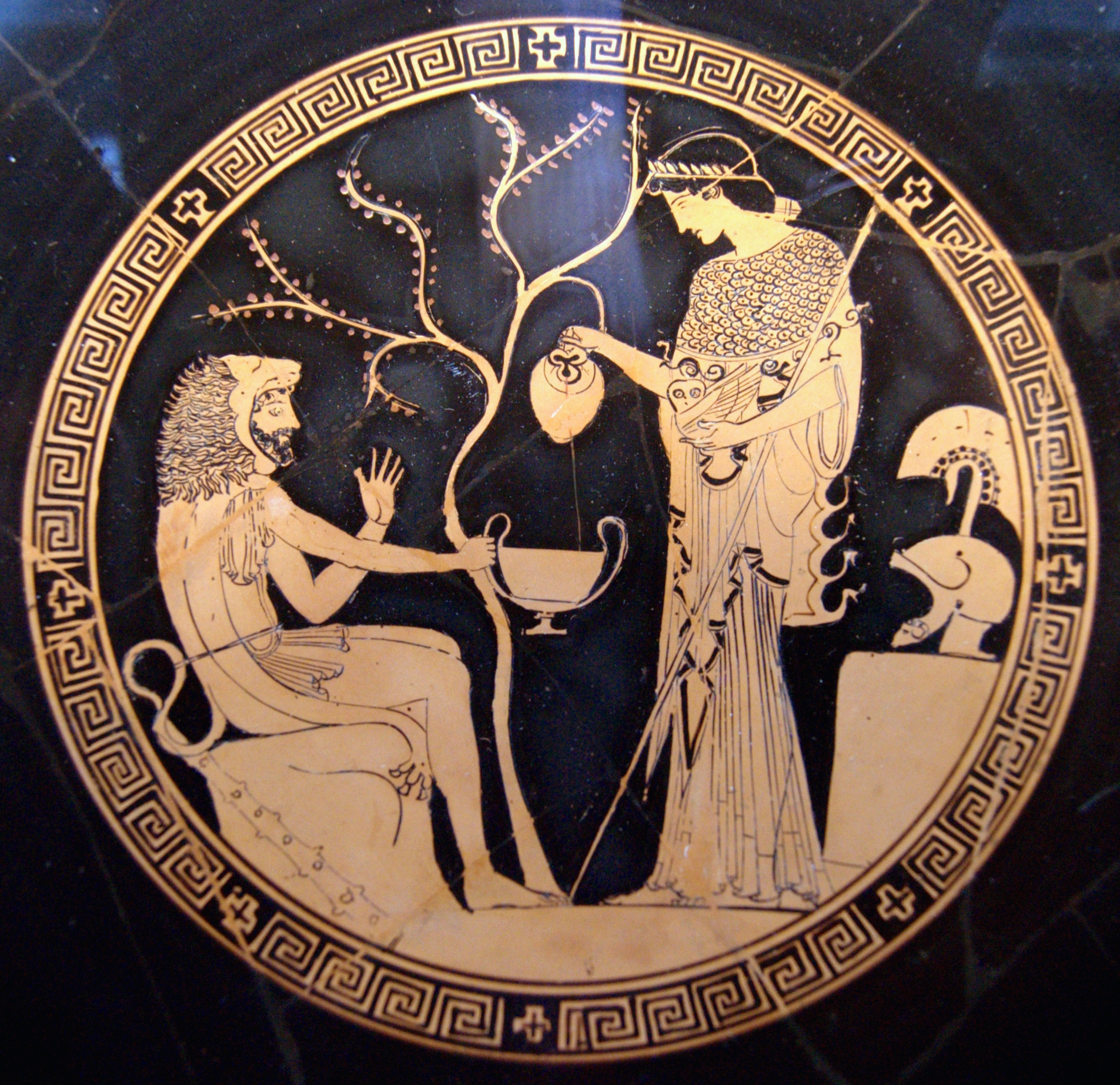

الغزو الدوري عبارة عن مفهوم ابتكره مؤرخون من اليونان القديمة لتفسير استبدال اللهجات والتقاليد الكلاسيكية السابقة في جنوب اليونان باللهجات والتقاليد التي سادت في العصر الكلاسيكي اليوناني. أطلق عليه الكتاب اليونانيون القدماء هذا الاسم نسبة إلى الدوريين.
تؤكد الأسطورة اليونانية أن الدوريين استعادوا البيلوبونيز في حدث يدعى عودة الهرقليين (باليونانية القديمة: Ἐπιστροφὴ τῶν Ἡρακλειδῶν). رأى العلماء الكلاسيكيون في القرن التاسع عشر في الأسطورة حدثًا حقيقيًا محتملًا أطلقوا عليه اسم غزو الدوريين. تغير معنى المفهوم عدة مرات، إذ استخدمه المؤرخون وعلماء اللغة وعلماء الآثار في محاولات لشرح الانقطاعات الثقافية المعبر عنها في بيانات مجالاتهم، كما أن نمط وصول ثقافة الدوريين إلى جزر معينة في البحر الأبيض المتوسط، مثل كريت، ليس مفهومًا جيًدا أيضًا. استعمر الدوريون عددا من المواقع في كريت مثل لاتو.
على الرغم من ما يقرب من 200 عامًا من التحقيق والبحث، فإنه لم يحدد تاريخ الهجرة الجماعية للدوريين إلى اليونان قط، وما زال أصلهم غير معروف. ربط البعض بينهم أو ضحاياهم بظهور شعوب البحر الغامضة. أصبح معنى مفهوم «غزو الدوريين» كتفسير للانهيار الثقافي والاقتصادي بعد عصر اليونان الموكيانية غير واضح ومتبلور إلى حد ما. ساعدت التحقيقات والأبحاث في ذلك أساسًا لاستبعاد التكهنات المختلفة، على الرغم من أن احتمال حدوث غزو دوريين حقيقي ما يزال مفتوحًا.

## مصطلح «غزو»
يعود تاريخ أول استخدام واسع النطاق لمصطلح «غزو الدوريين» إلى ثلاثينيات القرن التاسع عشر، وكان شائعًا استخدام مصطلح «هجرة الدوريون» بدلًا منه. على سبيل المثال، استخدم توماس كيغلي مصطلح «هجرة الدوريين» في كتابه Outline of history (بالعربية: مخطط التاريخ)، لكنه استخدم مصطلح «غزو الدوريين» في كتابه The Mythology of Ancient Greece and Italy (بالعربية: أساطير اليونان القديمة وإيطاليا).
لا يتناسب أي من هذين المصطلحين مع الأحداث، لأنها يعنيان توغلًا من خارج المجتمع إلى داخله؛ لكن الدوريين لم يكونوا خارج اليونان أو المجتمع اليوناني. وصف كتاب تاريخ اليونان لويليام متفورد (1784-1810) «غزو دوريين» متبوعًا ب «ثورة في كاملة في بيلوبونيز لدرجة أنه، باستثناء مقاطعة أركاديا، لم يبق أي شيء من دون أن يتغير». 
استعمل عالم الآثار الكلاسيكية كارل مولر في كتابة Die Dorier المنشور عام 1824، والذي ترجمه توفنيل ولويس إلى الإنجليزية ونشروه عام 1830، مصطلح «غزو الدوريين».